# Janakpur Road
Janakpur Road is een notified area in het district Sitamarhi van de Indiase staat Bihar. 

## Demografie
Volgens de Indiase volkstelling van 2001 wonen er 13.341 mensen in Janakpur Road, waarvan 53% mannelijk en 47% vrouwelijk is. De plaats heeft een alfabetiseringsgraad van 64%. 